# Vodní nádrž Klíčava
Klíčavská přehrada stojí v údolí potoka Klíčavy (na jejím ř. km 13,100) v lesích nedaleko Křivoklátu. Kromě Klíčavy ji napájí ještě Lánský potok a několik menších potůčků. Vodní nádrž zasahuje do katastrálních území obcí Zbečno a Městečko v okrese Rakovník a Běleč a Lány v okrese Kladno, samotná hráz patří západní částí do Zbečna a východní do Bělče. V nejširším místě nádrže, v místě souběhu klíčavského údolí a údolí Lánského potoka, ční z nádrže zalesněný ostrov. Na ostrohu nad nádrží je zřícenina Jivno.

## Historie
Přehrada byla vybudována v letech 1948–1955 a měla sloužit k zásobování Kladna a okolí pitnou vodou. Při stavbě se využívala také práce mladých řeholníků internovaných v rámci Akce K. Přehradu provozuje státní podnik Povodí Vltavy.
Nedaleko pod hrází je umístěn objekt úpravny vody, který byl zprovozněn v květnu 1952, v letech 1996–1999 byla přestavěna a modernizována na maximální výkon 180 litrů za sekundu. Vodárnu vlastní VKM a. s. a provozují ji Středočeské vodárny, a. s. ze skupiny Veolia Voda. V okolí přehrady je hygienické pásmo 1. stupně, přísný zákaz skládky a vyhazování nebezpečných odpadů.
Celá vodní nádrž je obklopena Lánskou oborou a není veřejně přístupná, veřejnost je připuštěna pouze na korunu hráze, k níž se lze dostat silničkou ze Zbečna údolím Klíčavy (asi 3 km) nebo po červené turistické značené trase vedoucí napříč údolím (například od Křivoklátu).

## Technický popis
Výška hráze od základů je 50,2 metrů, délka v koruně 175,9 m. Nadmořská výška vozovky na koruně hráze je 299,2 metru, hladina odtoku pod hrází asi 260 m n. m. V hrázi jsou dvě revizní štoly umístěné nad sebou. Po koruně hráze vede betonová vozovka, která je však pro veřejnost nepřístupná. Tolerováni jsou pouze chodci.
Koruna přelivu o délce 16 metrů je v nadmořské výšce 294,6 metru (maximální hladina pro tisíciletou vodu je počítána na úrovni 297,66 m n. m.). Odběr pro vodovod je zajištěna dvěma potrubími DN 450 ve dvou různých výškových úrovních, roční průměr odběru smí být nejvýše 121 litrů/s. Dvě spodní výpusti o průměru DN 1100 mají osu v nadmořské výšce 260,6 metru.
Zatopená plocha nádrže je 71,4 ha (64,16 ha při hladině na úrovni 293,7 m n. m.).

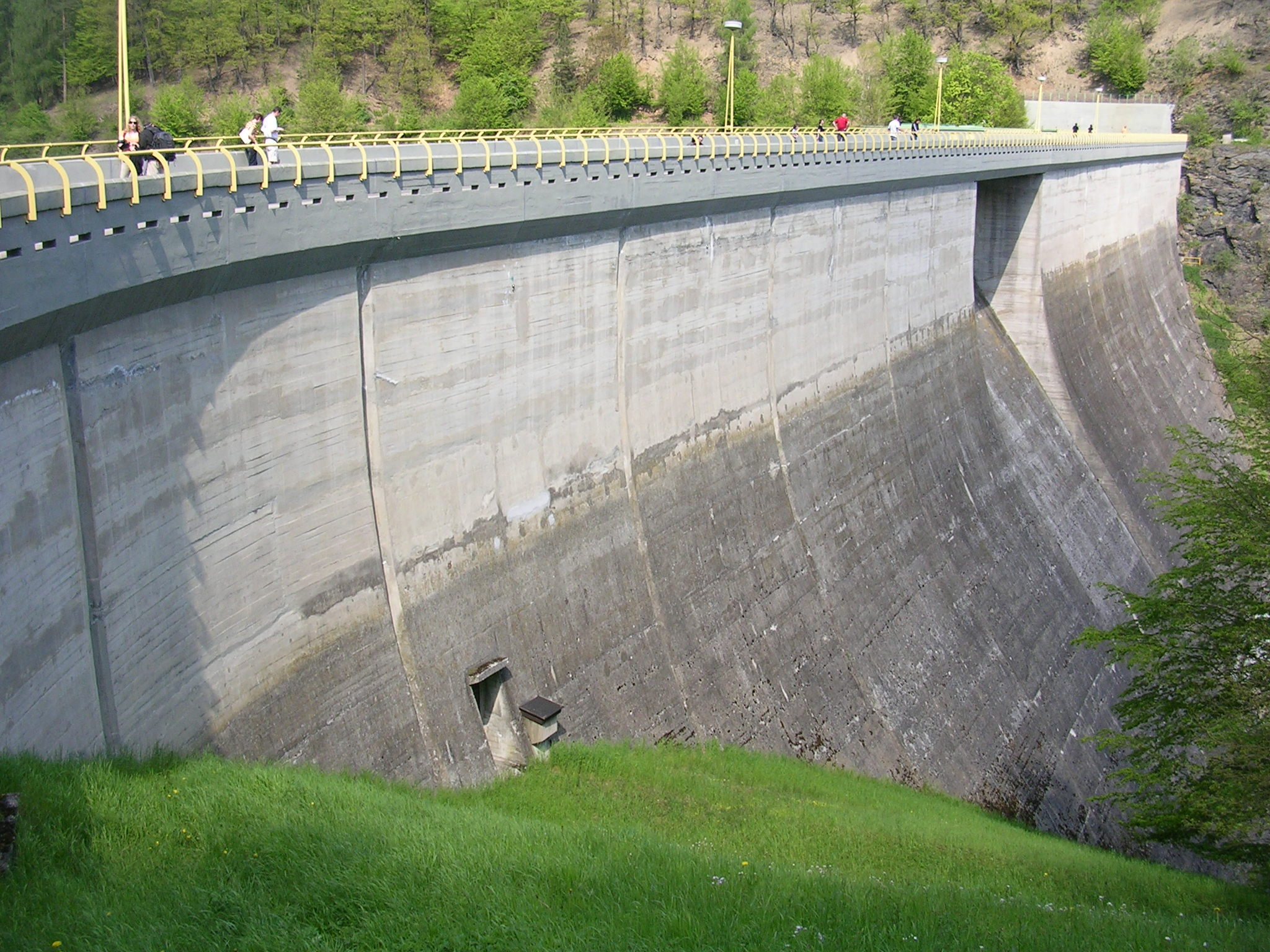
přehradní hráz
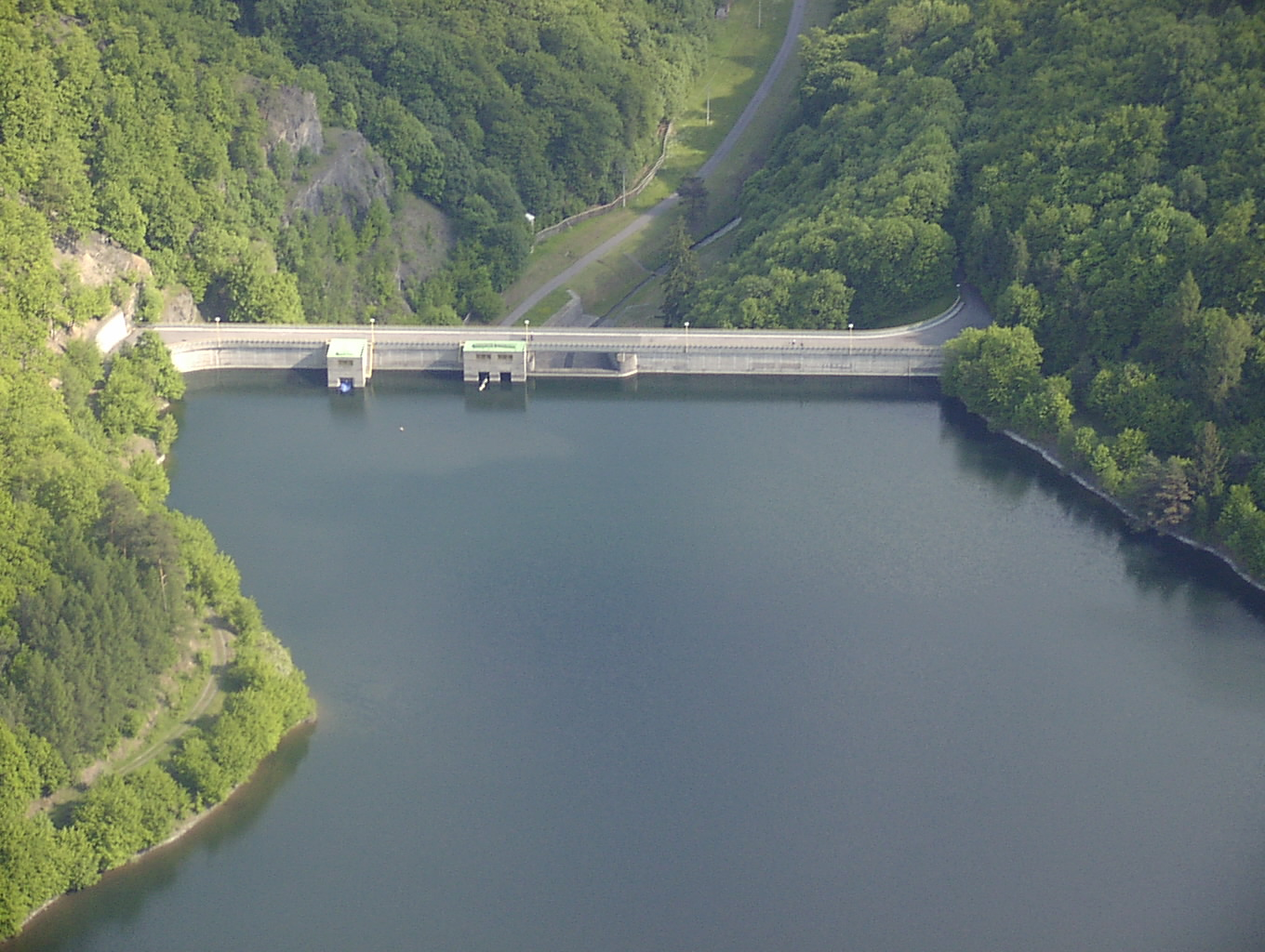
přehradní hráz, letecký pohled
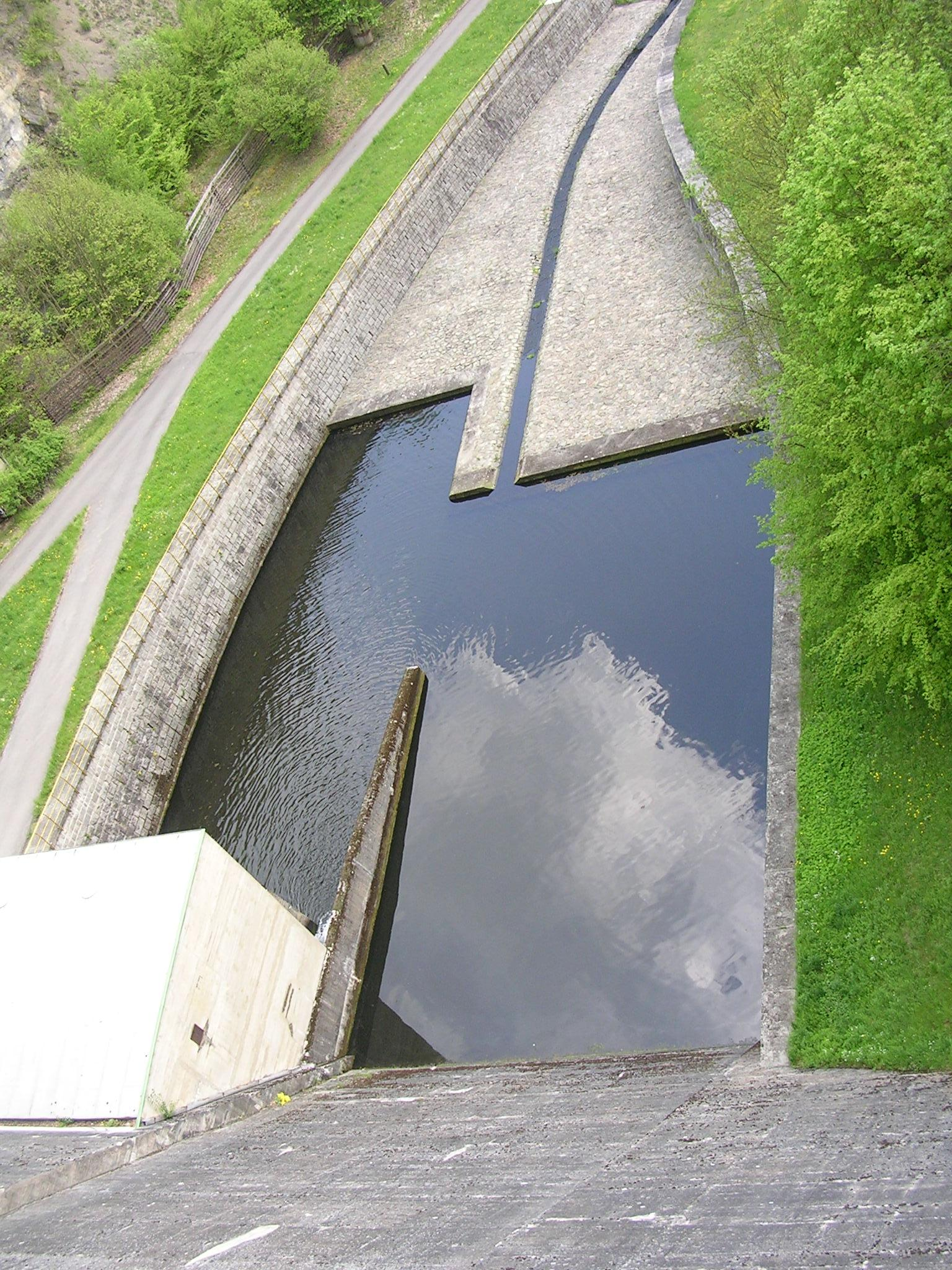
vývar pod přehradou
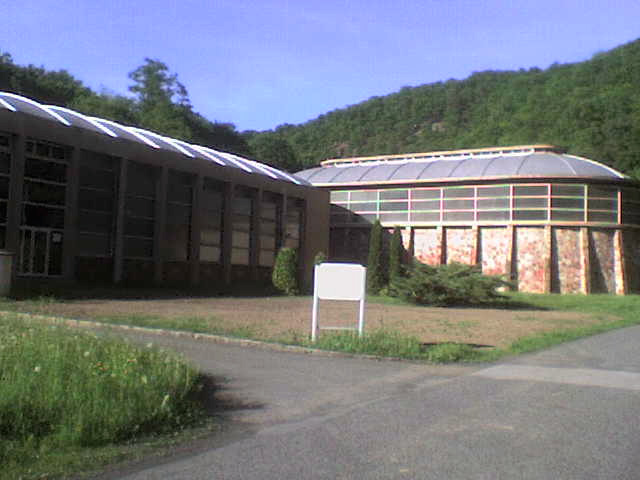
úpravna vody
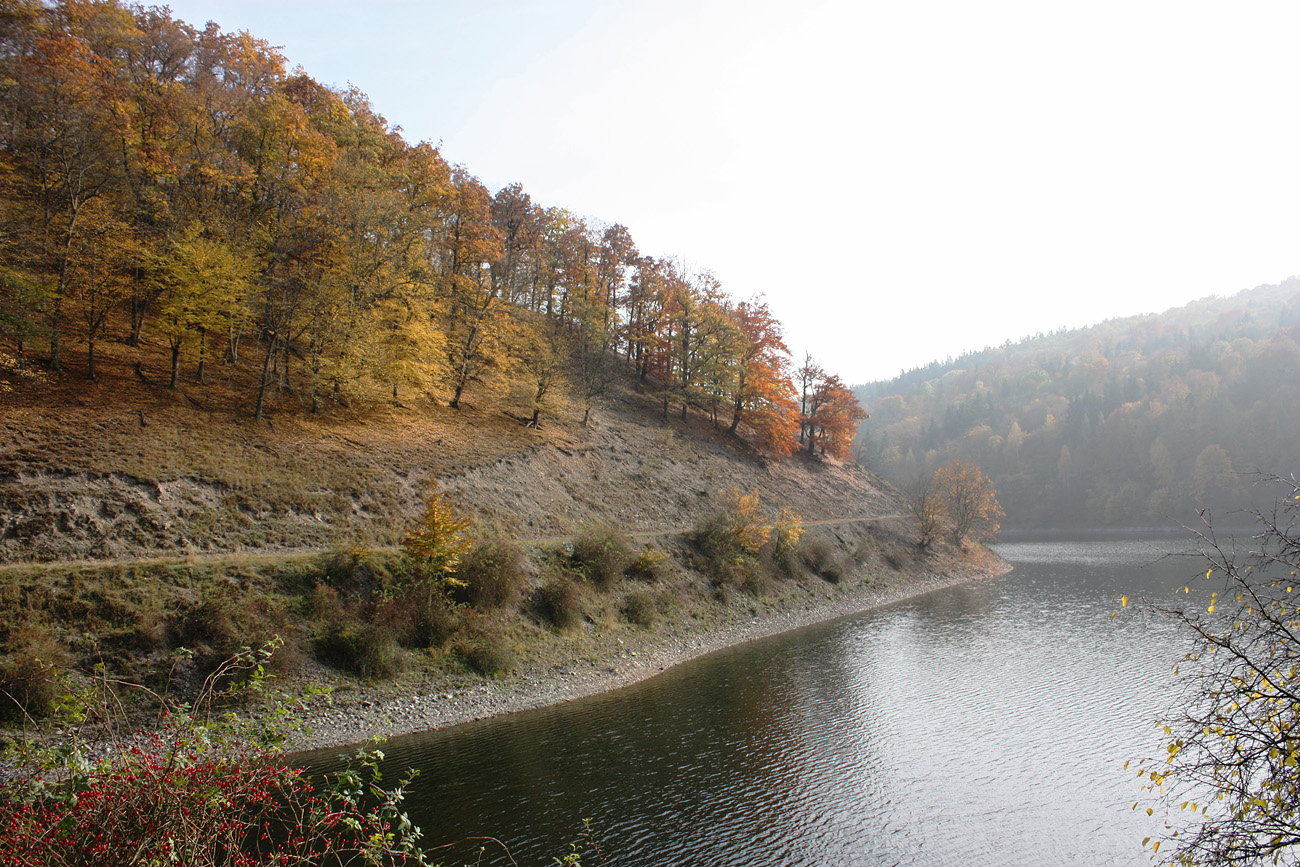
břeh přehrady